# Адриан Иванов (писател)
Адриан Димитрав Иванов е български писател на произведения в жанра исторически роман.

## Биография и творчество
Адриан Иванов е роден на 22 декември 1966 г. в София. Има по-голям брат. В периода 1977 – 1981 г. живее със семейството си и учи в Триполи, Либия. Там посещава римските градове провинции – Лептис Магна край Хумс и Сабрата край Триполи, както и Картаген в Тунис, което развива интереса му към историята на Римската империя. През 1984 г. завършва Техникума по енергетика „Вилхелм Пик“, София, специалност ДВГ. В периода 1984 – 1986 г. отбива военната си служба в Гранични войски край село Генерал Тодоров и има среща с Ванга. След това работи в областта на ресторантьорството, търговията с петролни продукти и в строителството. От 2001 г. започва да се занимава с нумизматика с интерес към римските и средновековните монети и е член на нумизматично дружество „Георги С. Раковски“ – София. Дъщеря Илиана Адрианова Николова и две внучки Делиана Николова и Адриана Николова. 
Първата му книга „Втората монета“ е издадена през 2016 г. Тя е история за златната монета, единственият познат екземпляр от времето на цар Иван Асен II. През 2018 г. е издаден романът му „КалояNовиятпръстеN“, в който историята е свързана с пръстена, открит при разкопки край църквата „Свети Четиридесет мъченици“ във Велико Търново. В книгите си пресъздава исторически факти на базата на документи от държавния архив.

## Произведения
- „Втората монета“ (2016)
- „КалояNовиятпръстеN“ (2019)